# Styrax macrophyllus
Styrax macrophyllus là một loài thực vật có hoa trong họ Bồ đề. Loài này được Schott ex Pohl miêu tả khoa học đầu tiên.